# ونکوور آیلند ایر
ونکوور آیلند ایر (انگلیسی: Vancouver Island Air) شرکت هواپیمایی دریایی در جزیره ونکوور است که مرکز آن در کمبل ریور، بریتیش کلمبیا واقع شده است.